# Антиклинала
Антиклинала или антиклинална гънка (на старогръцки: ἀντι – „срещу“ и на старогръцки: κλίνω – „накланям“) е вид гънка на земните пластове, изпъкнала нагоре. Мястото на огъването се нарича ключ на антиклиналата, а нейните краища (крила) затъват в противоположни посоки спрямо осовата плоскост на гънката. Повърхността съединяваща огъването на всички пластове, изграждащи антиклиналата се нарича осова повърхност, а нейните краища – крила. В зависимост от положението на осовата повърхност и направлението на наклона на крилата антиклиналата може да бъде права, наклонена, обърната или лежаща. По своята конфигурация антиклиналите могат да бъдат: линейна, ако дължината ѝ значително надвишава ширината; брахиантиклинала, ако дължината е няколко пъти по-голяма от ширината; куполна, когато дължината и ширината са почти еднакви. Ядката на антиклиналата е изградена от по-стари скали, а бедрата (периферията, мантията) от по-млади. Ако възрастта на скалите е неизвестна, изпъкналата гънкова структура се нарича антиформа. Най-високо изпъкналата част на антиклиналата се нарича гребен. Много често в антиклиналите се разкриват големи находища на нефт, газ, сол и др.